# Bruine vloot

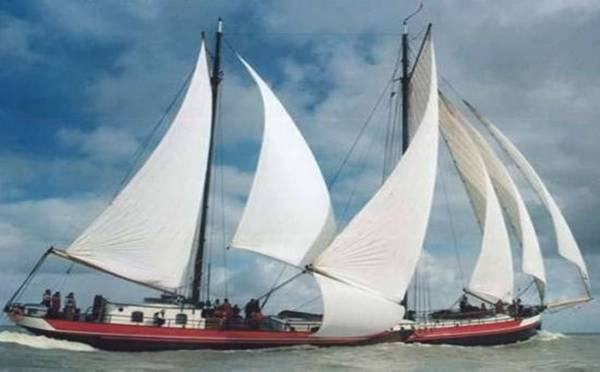
Traditionele zeilcharter uit de bruine vloot

De bruine vloot is de professionele passagiersvaart (chartervaart) met traditionele zeilschepen in Nederland.

## Beschrijving
De vloot bestaat uit meer dan 400 zeilschepen, waarmee in het verleden vracht werd vervoerd, of waarmee werd gevist. Met deze schepen kunnen tegenwoordig vaarvakanties gemaakt worden variërend van een paar uur tot enkele weken. De term verwijst naar de oorspronkelijke kleur van de zeilen op deze schepen. De kleur ontstond door het tanen van de zeilen met cachou.
De meeste van deze schepen zijn van het type platbodem en rondbouw, maar ook andere types als de rivierklipper worden daarbij geteld. Vaak worden alle varende monumenten gezien als bruine vloot, maar zeker niet alle historische schepen worden nog beroepsmatig gebruikt. Schepen van de vloot varen voornamelijk op het Markermeer, het IJsselmeer, de Zeeuwse Delta en de Waddenzee.
Het beroep van schipper van de bruine vloot is sinds 20 maart 2024 immaterieel erfgoed van Nederland.

## Scheepstypen
- Tjalk
- Klipper
- Aak
- Schoener
- Steilsteven
- Botter